# John Child (jugador de vóley playa)
John Child (Toronto, 4 de mayo de 1967) es un deportista canadiense que compitió en voleibol, en la modalidad de playa.
Participó en tres Juegos Olímpicos de Verano, obteniendo una medalla de bronce en Atlanta 1996 (haciendo pareja con Mark Heese), el quinto lugar en Sídney 2000 y el quinto lugar en Atenas 2004.

## Palmarés internacional
| Juegos Olímpicos | Juegos Olímpicos         | Juegos Olímpicos  | Juegos Olímpicos |
| Año              | Lugar                    | Medalla           | Pareja           |
| ---------------- | ------------------------ | ----------------- | ---------------- |
| 1996             | Atlanta (Estados Unidos) | Medalla de bronce | Mark Heese       |